# Redemptor Hominis
Redemptor Hominis (принятый перевод рус. Иисус Христос, Искупитель, досл. пер. Искупитель человека) — первая энциклика римского папы Иоанна Павла II. Энциклика была провозглашена 4 марта 1979 года, менее чем через 5 месяцев с начала папского правления Иоанна Павла II, и менее чем через 3 месяца после установления дипломатических связей между Ватиканом и СССР.
В этом документе новый Папа провозглашает основные, знаковые черты своего понтификата, анализируя современные проблемы человечества, а также обозначает и анализирует предлагаемые пути разрешения этих проблем, основываясь на глубоком понимании человеческого естества.

## Внешние ссылки
- Полный текст энциклики на официальном сайте Ватикана.